# 医療クラーク
医療クラーク（いりょうクラーク、和製英語: Medical clerk）とは、医師が行う診断書作成等の事務作業を補助するスタッフのこと。医師事務作業補助者が正式名称であり、通称として医療クラークや病棟クラーク、メディカルアシスタント・メディカルクラークと呼ばれる。
なお、医療クラークや病棟クラークの業務については、医師以外の職種である看護師等の指示に基づく事務作業や診療報酬請求のための病棟での事務などを行っている病院もあるので、一概に「医療クラーク＝医師事務作業補助者」とは限らない。

## 解説
病院勤務医の負担を軽減するため設けられたコメディカル職。医師でなければ作成できない診断書作成等について医師の事務作業を補助する。たとえば生命保険診断書や病名診断書等の作成では、医療クラークが患者のカルテを見ながら、必要事項を用紙に記入し、最後に医師が正しく記載されていることを確認し患者に渡す。その他にも介護主治医意見書や年金書類・生活保護の医療要否意見書・傷病手当金・身障認定等々、代行作成する書類は多岐に渡る。院内がん登録・退院時サマリー・検査等のオーダリング・処方箋代行作成・紹介状返書代行作成なども行う。
逆に禁止業務も定められており、看護師の補助や病棟の事務・電話交換・入院退院時の書類チェック・診療報酬関係・窓口業務等は加算対象とは認められない。あくまで医師の事務作業の代行によって医師が診療に専念出来る環境を作る事が加算の目的である。よって、医師以外の指示によって動く事は禁止されている。ただし、実際には看護師はじめコメディカルが医師の事務作業を補助しているケースが多く、そうした業務を看護師等から「補助者」に移すことは問題ない。医師事務作業補助者の業務は、年々拡大が期待される成長領域とされている。
従来は緊急性の高い診療対応を優先するため、担当医師は休日勤務するなどしてこうした医師の判断が必要な文書を作成してきた。医療費計算書等は従来から医師ではなく医事課の職員が行うことが多い。
2008年の診療報酬改正で医師事務作業補助体制加算・施設基準が示された。医師事務作業補助者の配置により勤務医の負担が軽減されるとされ、医師が診療に専念することでより良質な医療を提供することを評価している。医師の負担軽減の他、機会損失の減少などにより医業収入を増やす効果もあるとされる。
医師事務作業補助者に就くには特に資格は不要である。民間資格としては、財団法人日本医療教育財団が医師事務作業補助技能認定試験を行い合格者にドクターズクラーク(商標)」の称号を付与している例がある。同様の資格としては、「医療秘書技能検定」、「メディカルセクレタリー(初級)」などがある。ただし、資格認定制度はまだ十分に整理されているとはいえず、資格間に上下関係も存在しない。
同業者団体としては、NPO法人日本医師事務作業補助研究会がある。2013年4月に、同職種のガイドラインに近い性質を有する「医師事務作業補助者業務指針試案」を公表した。

## 医師事務作業補助者の業務
診療報酬点数表においては、医師事務作業補助者の業務は、医師(歯科医師を含む)の指示の下に行う以下の業務に限られると限定列挙されている。
- 診断書などの文書作成補助
- 診療記録への代行入力
- 医療の質の向上に資する事務作業

　(診療に関するデータ整理、院内がん登録等の統計・調査、医師の教育や臨床研修のカンファレンスのための準備作業等)
- 行政上の業務

　(救急医療情報システムへの入力、感染症サーベイランス事業に係る入力等)
現状では診断書、退院サマリー、紹介状返書のような「文書作成補助」を行っている病院が最も多い。「代行入力」を行っている病院は半数に満たないが、その内容は外来診療録から手術記録まで多岐にわたっている。

### 行ってはならないと明記されている業務
- 診療報酬請求業務
- 医師以外の職種の指示の下に行う業務
- 診療報酬の請求事務(DPCのコーディングに係る業務を含む)
- 窓口・受付業務
- 医療機関の経営
- 運営のためのデータ収集業務
- 看護業務の補助
- 物品運搬業務